# 新庫班斯克區

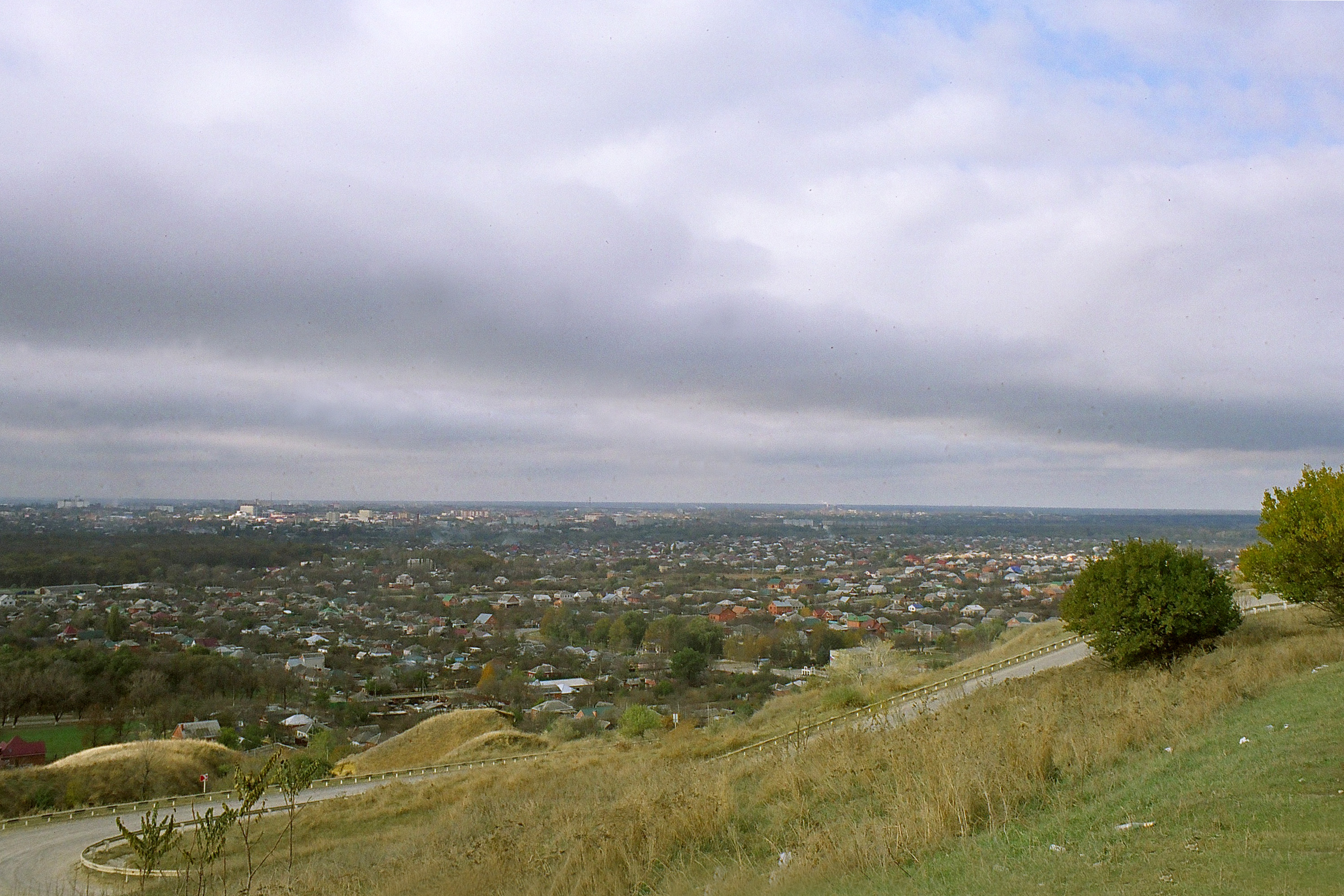
这是位于克拉斯诺达尔边疆区拍摄的照片，照片中远处的是藏匿在树林的俄罗斯民居。

45°06′11″N 41°02′52″E / 45.10306°N 41.04778°E
新庫班斯克區（俄语：Новокубанский район），是俄羅斯的一個區，位於該國西南部，由克拉斯諾達爾邊疆區負責管轄，面積1,823平方公里，2010年人口86,311，人口密度每平方公里47.35人。